# 敘利亞東方正統教會

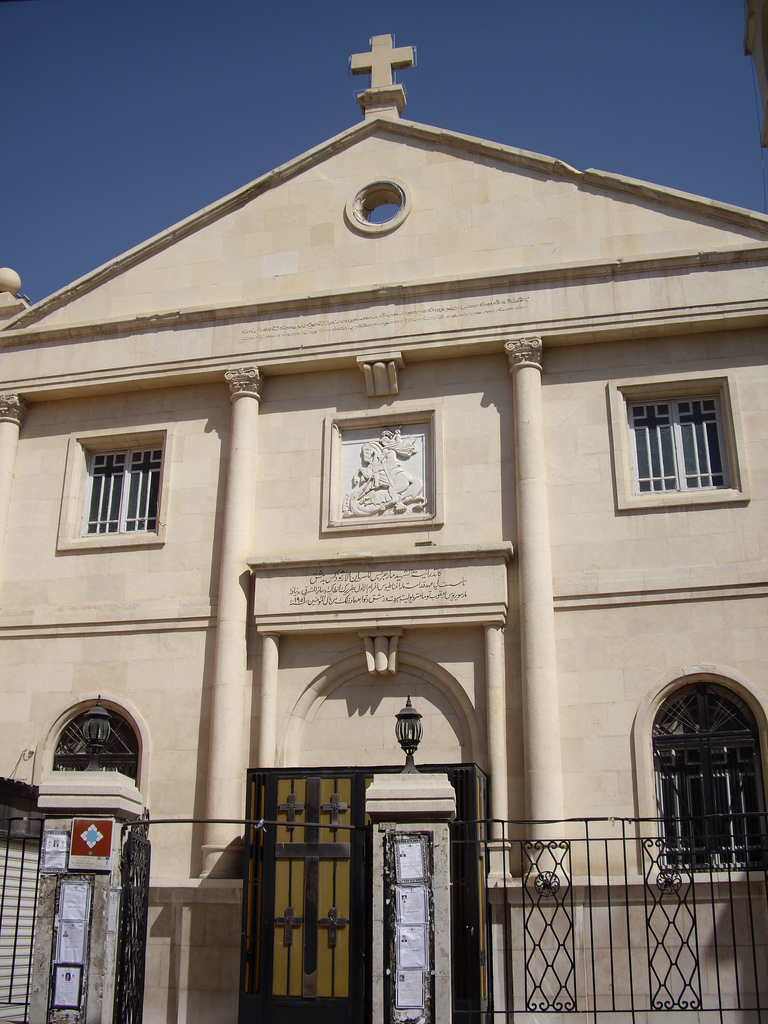
大馬士革聖喬治主教座堂，敘利亞東方正統教會安提阿牧首駐地。

敘利亞東方正統教會，又可稱為安提阿的敘利亞東方正統教會。
為位於地中海東岸的一個自主東方正統教會，據傳其領袖繼承了安提阿宗主教的頭銜。現任宗主教為依納爵·阿弗雷姆二世。
作為東方正統教會的一份子，敘利亞正教會也因為不承認451年的迦克墩大公會議而與主流基督宗教分離。此外在1781年有五位主教及其追隨者離開了敘利亞正教會改宗天主教，並組成了敘利亞禮天主教會。

## 歷史

### 宗徒傳承
傳統上敘利亞地區的基督信仰源自於宗徒伯多祿在安提阿的傳教，伯多祿也被視為安提阿宗主教座的奠基者。根據宗徒大事錄，安提阿也是『最先稱門徒為「基督徒」』的所在。
傳統上安提阿的第三任主教為依納爵，為了紀念他的殉道，不少敘利亞正教會的宗主教會將依納爵加在其自身的封號前頭，並在1445年開始成為慣例，這個習俗也被敘利亞禮天主教沿用。

### 安提阿宗主教
早在第一次尼西亞大公會議中，安提阿主教的優越地位就已被提及。安提阿是僅次於羅馬，以及亞歷山大港的主教座。到了迦克墩大公會議時，五大宗主教區的體系更進一步的成形了。然而迦克墩大公會議的另一項決議也造成了日後安提阿宗主教傳承分裂的結果。

### 一性論的分離
451年在迦克敦舉行了第四次大公會議，會議中否定了基督一性論，並確立了二性論的正統神學地位。
518年，安提阿宗主教塞维鲁因為否認了迦克墩信條而遭到罷免，並流亡到了埃及亞歷山大港。在他離世後，一位支持一性論的敘利亞籍主教雅各·巴瑞底支持了迪特利亞的謝爾蓋成為塞維魯的繼承人，自此開始敘利亞正教會的安提阿宗主教傳承。由於雅各對敘利亞一性論教會的影響，因此敘利亞正教會以及自此發展的印度瑪蘭卡禮教會也會被稱為雅各比派教會並獲得了拜占庭狄奧多拉皇后的庇護。

### 敘利亞禮天主教的誕生
早於佛羅倫斯大公會議時，敘利亞正教會與羅馬天主教就有教會合一之議，然而雙方並無更進一步的接觸。
不過到了17世紀時，由於耶穌會與方濟嘉布遣會在敘利亞地區傳教的影響，不少敘利亞正教會的成員開始與天主教有了互動，並形成敘利亞正教會中的親天主教勢力。並在1662年推舉出一位與羅馬共融的的宗主教依納爵·安德魯·安可賈。在他死後，傳統派以及親天主教派各自推舉了一位宗主教，但在天主教方的宗主教過世後並未產生繼承者，於是這個敘利亞禮天主教的宗主教座產生了空缺。
然而在1783年當選的依納爵·彌額爾三世宗主教公開承認自己的改宗後，遭到敘利亞正教會傳統派排斥並自行選出新的宗主教後，雙方自此分裂成敘利亞正教會以及敘利亞禮天主教。